# Stadio Guido D'Ippolito
Lo stadio Guido D'Ippolito è un impianto sportivo di Lamezia Terme. Sorge a 185 metri s.l.m., nella circoscrizione comunale di Nicastro, in via Guglielmo Marconi. Ha una capienza di 3730 spettatori. Di proprietà del Comune di Lamezia Terme, è sede degli incontri interni di calcio della Vigor Lamezia. L'impianto è intitolato al famoso pilota automobilistico della scuderia Alfa Romeo/Ferrari Guido D'Ippolito, scomparso nel 1933.

## Storia
Lo stadio è stato inaugurato nel 1935 . La prima pietra venne posta da S.A.R. il Principe di Piemonte, sui cui è incisa la data VIII. IV. XIII. 
È stato ristrutturato una prima volta nel 1990 con la copertura della tribuna principale e poi una seconda volta nel 2008 con la costruzione delle nuove curve.

## Dati Tecnici
Il prato è in erba naturale, lungo 105 metri e largo 68. Essendo privo della pista di atletica, non vi sono spazi intermedi tra il campo e gli spalti. Presenta una tribuna coperta. Il settore Curva Nord risulta inagibile.
La capienza dello stadio è di 3.730 posti, così suddivisi:
2.216 Tribuna
642 Curva Sud (settore ospiti)
672 Gradinata Est

## Calcio
L'impianto è storicamente sede degli incontri casalinghi della Vigor Lamezia che ne possiede inoltre la gestione. Altre compagini lametine hanno disputato gare o stagioni intere nell'impianto, come la Nuova Bella e la Promosport Lamezia. 
Il 25 agosto 2011 viene disputato l'incontro internazionale tra la Nazionale Under-19 di calcio dell'Italia e la Nazionale Under-19 di calcio della Russia, davanti a 1500 spettatori, che termina con la vittoria per 2-1 dell'Italia. 

## Concerti Musicali
- Nel 1980 si esibisce Pino Daniele;[7]
- Il 19 agosto del 1985 si esibisce Vasco Rossi;
- Il 14 luglio del 1989 si esibisce Carlos Santana; [8]
- Il 16 agosto del 1989 nuovamente Vasco Rossi;[9]
- Il 19 agosto del 2000 si esibisce Antonello Venditti;
- Il 4 luglio del 2001 si esibisce Zucchero Fornaciari;
- Il 17 agosto del 2001 si esibisce Gigi D'Alessio;
- Il 12 agosto del 2006 si esibisce Gianna Nannini;
- Il 14 agosto del 2009 si esibiscono i Pooh;
- Il 4 luglio 2023 si esibisce Checco Zalone.